# Kigwa (vattendrag)
Kigwa är ett vattendrag i Burundi.   Det ligger i provinsen Makamba, i den södra delen av landet, 110 kilometer sydost om huvudstaden Bujumbura.
Omgivningarna runt Kigwa är en mosaik av jordbruksmark och naturlig växtlighet. Runt Kigwa är det ganska tätbefolkat, med 179 invånare per kvadratkilometer.